# زاچکان

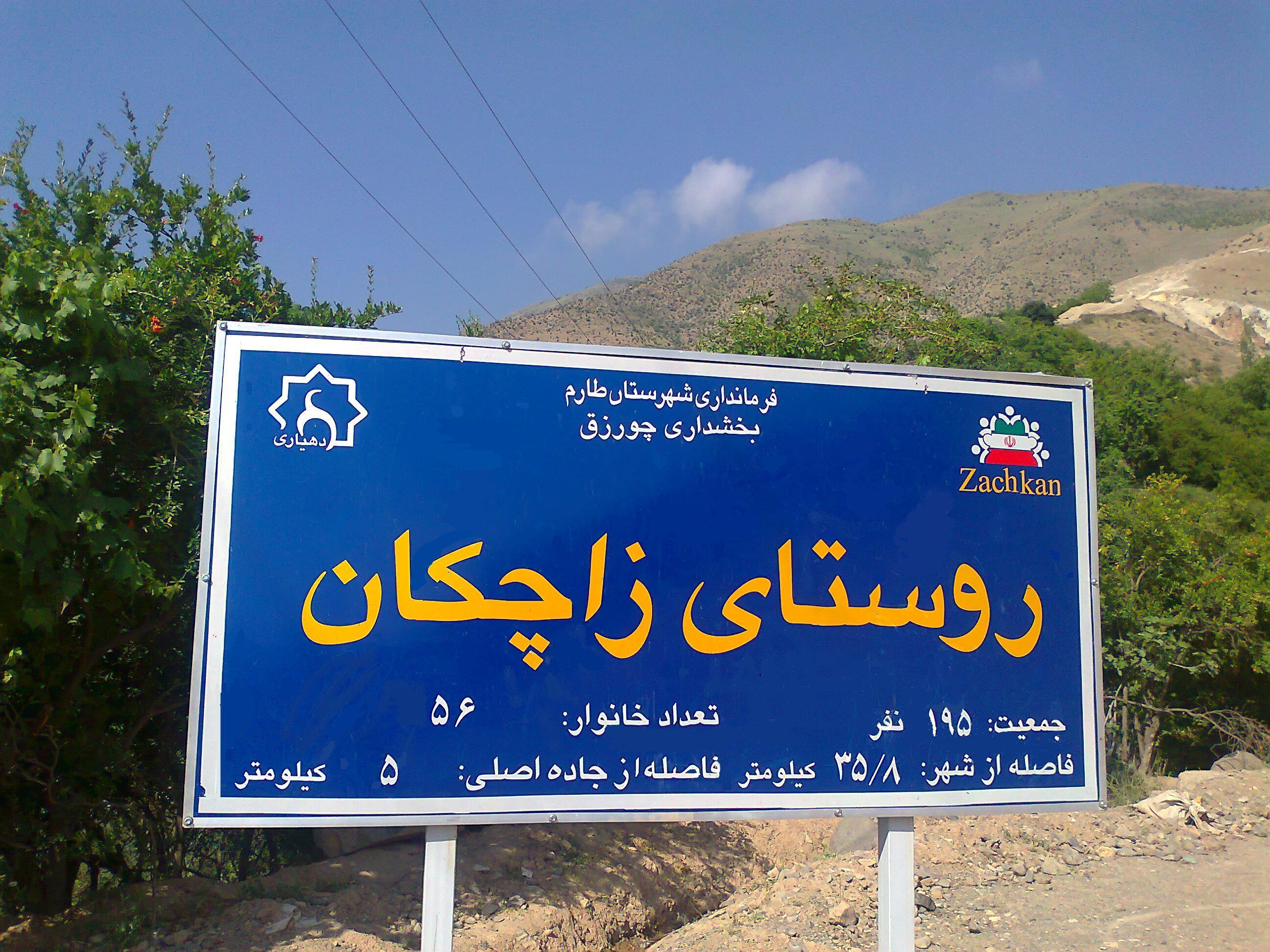
نمای روستای زاچکان

| نام روستا :          | روستای زاچکان   |
| -------------------- | --------------- |
| منطقه جغرافیایی :    | زنجان ، طارم    |
| جمعیت :              | 195             |
| خانوار :             | 56              |
| فاصله از شهر :       | 35/8 کیلومتر    |
| فاصله از جاده اصلی : | 5 کیلومتر       |
| زبان :               | ترکی آذربایجانی |

## روستای  زاجکان
زاجکان از ترکیب "زاج" + "کان" و به معنی معدن زاج می باشد.
زاج : به طور کلی زاج سفید (white alum) با نام های دیگر آلوم یا سولفات آلومینیوم، یک نمک محلول در آب با فرمول شیمیایی Al2(SO4)3 است. این ماده یک جامد کریستالی سفید رنگ، براق، بدون بو با طعمی ملایم و شیرین است. از زاج سفید در درمان عفونت رحم، روشن کردن پوست، حذف بوی بدن، تصفیه آب های آشامیدنی و فاضلاب و صنایع غذایی استفاده می کنند.از این ماده برای تولید محصولاتی که در طول روز با آنها سروکار داریم استفاده می کنند؛ حتی آب آشامیدنی با این ماده تصفیه می شود، در صنایع مختلف هم به عنوان ماده ای ضروری به حساب می آید. از این ماده در صنایع مختلف از جمله صنایع غذایی، تولید کاغذ و تصفیه آب استفاده می کنند. همچنین کاربردهای فراوانی در دباغی چرم، تولید نمک های آلومینیومی، صابون ها، لوازم آرایشی، دئودورانت، عایق رطوبتی بتن و آفت کش در کشاورزی دارد.) 
زاجکان یکی از روستاهای شهرستان طارم در استان زنجان می‌باشد . این روستا یکی از روستاهای زیبای شهرستان می‌باشد که هر ساله پذیرای گردشگران و ایران دوستان زیادی می‌باشد . این روستا دارای کوچه باعهای زیبا و کوههای سر به فلک کشیده می‌باشد. میزبان همه عزیزان در این دیار زیبا هستیم. از شهرهای اطراف این ده می‌توان  به چورزق و درام اشاره کرد .

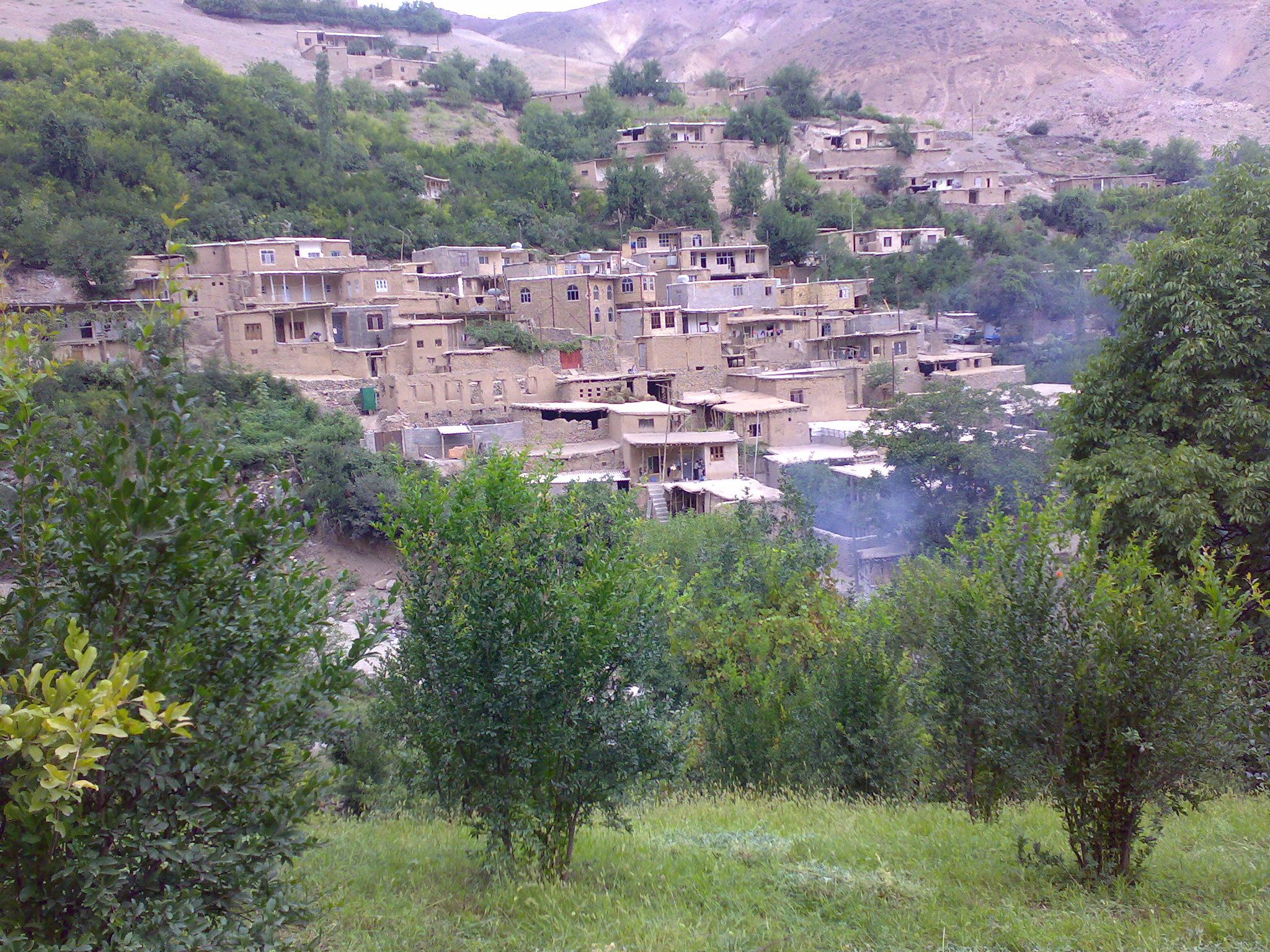

## مناطق دیدنی
از مناطق دیدنی می‌توان به کوه‌های سر سبز و چشمه‌های پر آب و باغ‌های میوه ی آن اشاره کرد .
همچنین امامزاده محمد ماهوری یکی از جاذبه‌های مذهبی و گردشگری این روستا می‌باشد.

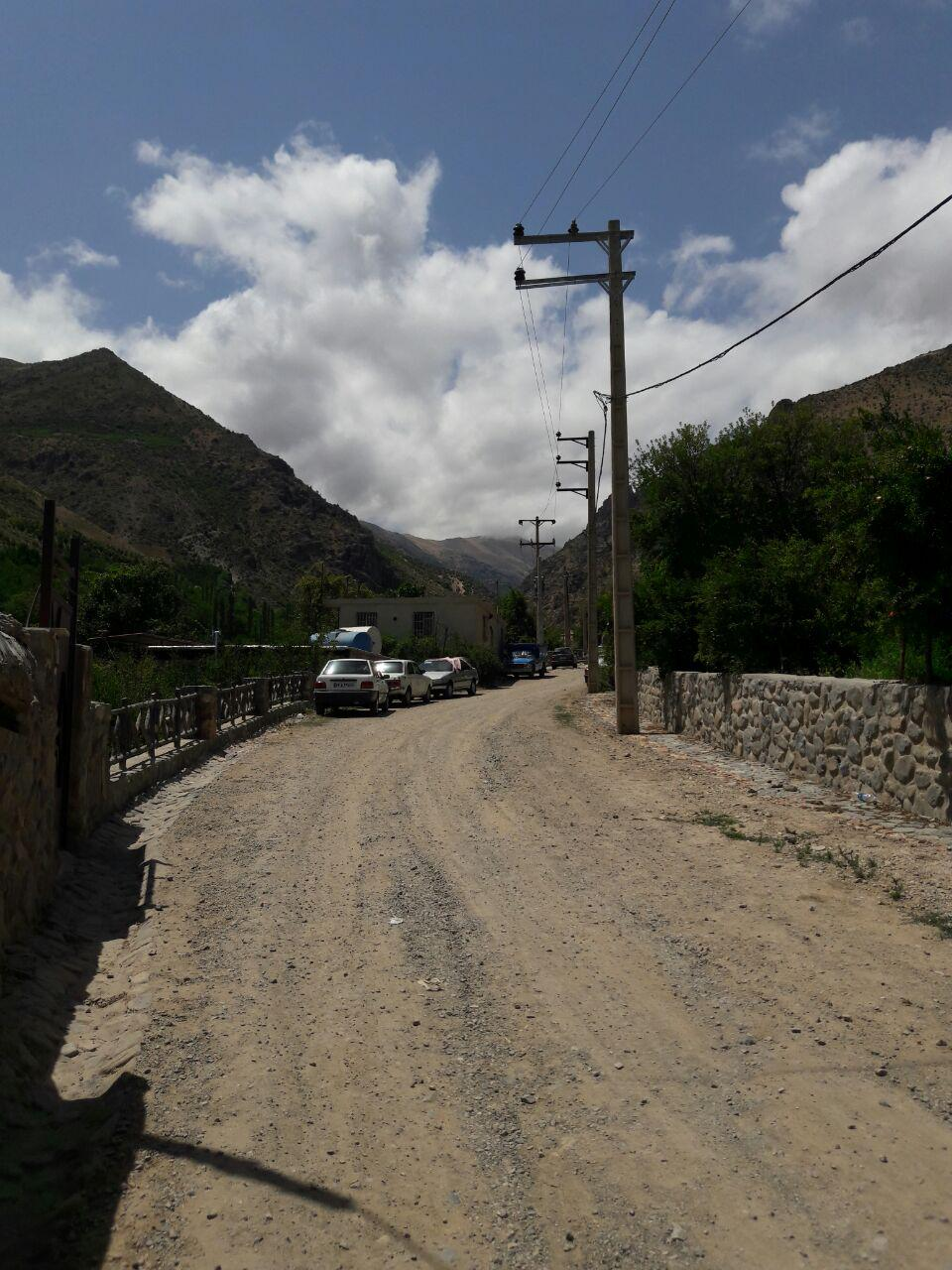

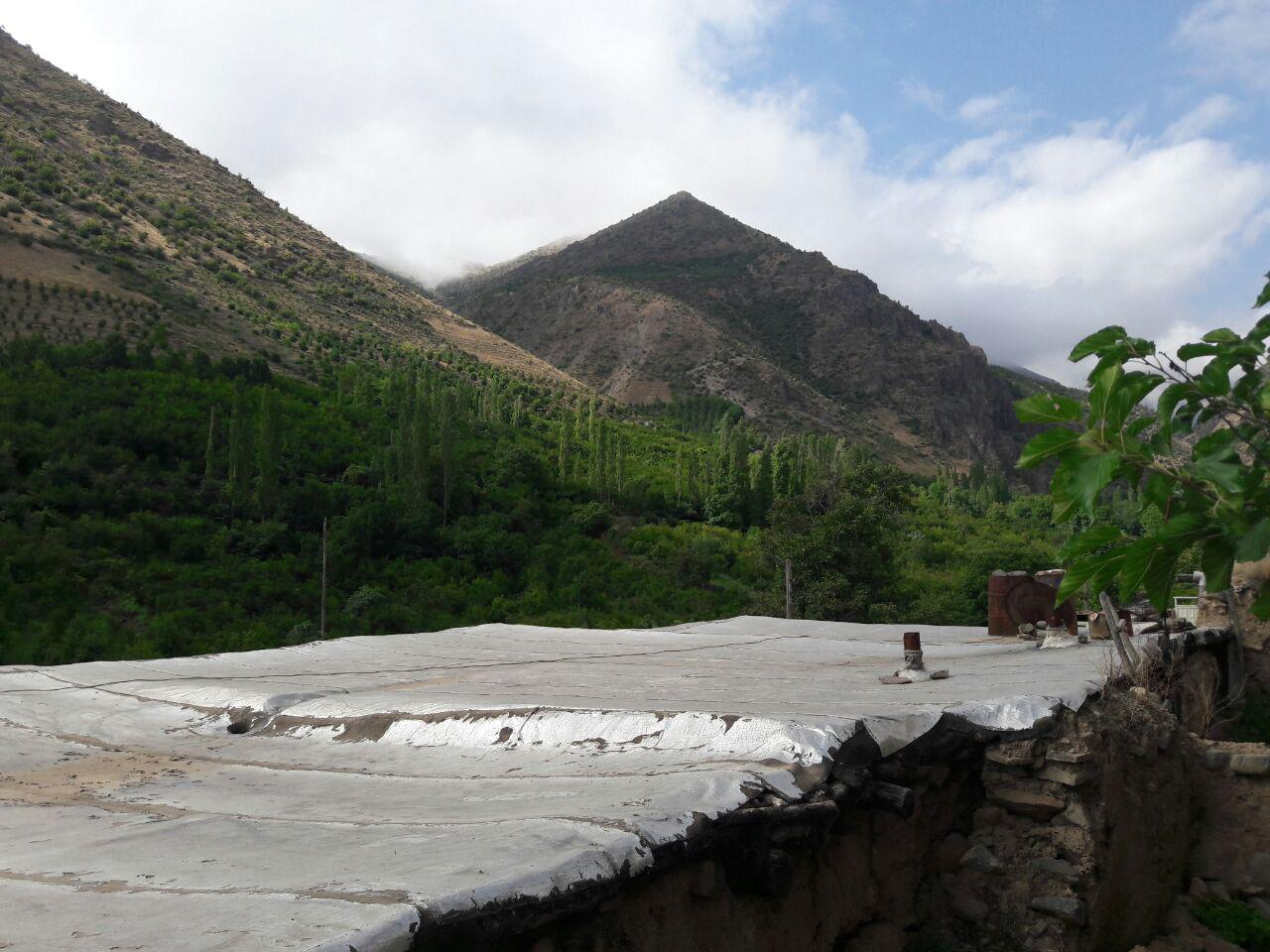

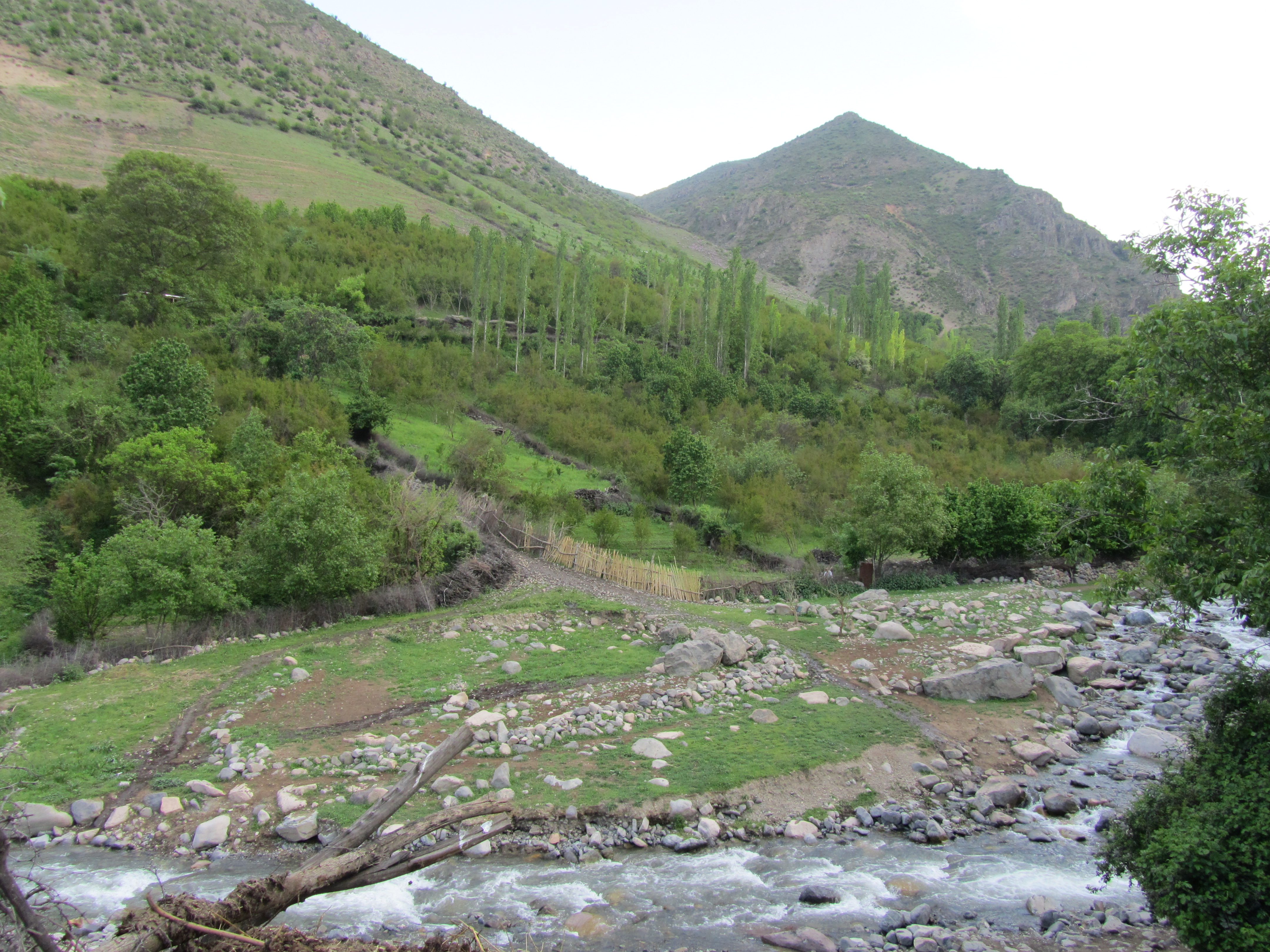